# 15604 Fruits
A 15604 Fruits (ideiglenes jelöléssel 2000 GT108) a Naprendszer kisbolygóövében található aszteroida. A LINEAR projekt keretében fedezték fel 2000. április 7-én.